# Wilhelm z Lüneburga
Wilhelm z Lüneburga, zwany także Wilhelm z Winchesteru lub Wilhelm Gruby (ur. 11 kwietnia 1184 w Winchesterze, zm. 13 grudnia 1213 w Lüneburgu) – książę Lüneburga z dynastii Welfów.

## Życiorys
Wilhelm był najmłodszym synem potężnego księcia Saksonii i Bawarii Henryka Lwa oraz Matyldy, córki króla Anglii Henryka II Plantageneta. Urodził się jako ostatnie dziecko Henryka Lwa po wygnaniu ojca z Niemiec przez cesarza Fryderyka I Barbarossę, w Anglii, na dworze Henryka II. Choć już w 1185 Henryk Lew powrócił do Niemiec, Wilhelm dorastał w Anglii i był wychowywany na dworze swego wuja Henryka II, a potem kuzyna Ryszarda Lwie Serce. W 1193 został wysłany jako zakładnik na dwór nowego cesarza Henryka VI (było to związane z uwolnieniem przez cesarza pojmanego wcześniej Ryszarda Lwie Serce), ten przekazał go księciu Austrii Leopoldowi V, a wobec śmierci tego ostatniego trafił na dwór króla węgierskiego Beli III. Uwolniony został zapewne dopiero po śmierci ojca. 
W testamencie ojca został wyznaczony na jego dziedzica w Lüneburgu i Lauenburgu. Ostatecznie podział dóbr Welfów pomiędzy Wilhelma i jego starszych braci (Henryka V i Ottona IV) został potwierdzony układem w 1202. Wilhelm poślubił wówczas Helenę, siostrę ówczesnego króla duńskiego Kanuta VI, a córkę Waldemara I), co było elementem zawartego przez jego brata Ottona sojuszu z Danią. Aktywnie popierał Ottona w staraniach o koronę niemiecką: stanowił jego łącznika w kontaktach z dworem angielskim, brał też udział w działaniach wojennych (m.in. w wyprawie na Turyngię w 1202 r.). Dbał o rozwój swego księstwa (dzięki małżeństwu zyskał liczne posiadłości na Półwyspie Jutlandzkim), m.in. w celu usprawnienia handlu solą założył Bleckede (wówczas nazwane Löwenstadt  - "Miasto Lwa", dla upamiętnienia ojca Wilhelma). Nie używał jednak tytułu książęcego, a na swych pieczęciach tytułował się jedynie: Willehelmus de Luneburc filius Ducis Saxonie (Wilhelm z Luneburga, syn księcia Saksonii).
Jedynym dzieckiem Wilhelma był urodzony w 1204 syn Otto I Dziecię. Po śmierci Wilhelma kontrolę nad jego ziemiami wobec małoletniości Ottona I przejął Otto IV, dopiero kilka lat po śmierci tego ostatniego syn Wilhelma odzyskał Lüneburg, został też władcą Brunszwiku. Od Wilhelma i jego syna Ottona wywodzili się wszyscy późniejsi Welfowie.